# Semipunctoribates astrachanicus
Semipunctoribates astrachanicus är en kvalsterart som först beskrevs av Shaldybina 1973.  Semipunctoribates astrachanicus ingår i släktet Semipunctoribates och familjen Punctoribatidae. Inga underarter finns listade i Catalogue of Life.